# Château de Fénelon

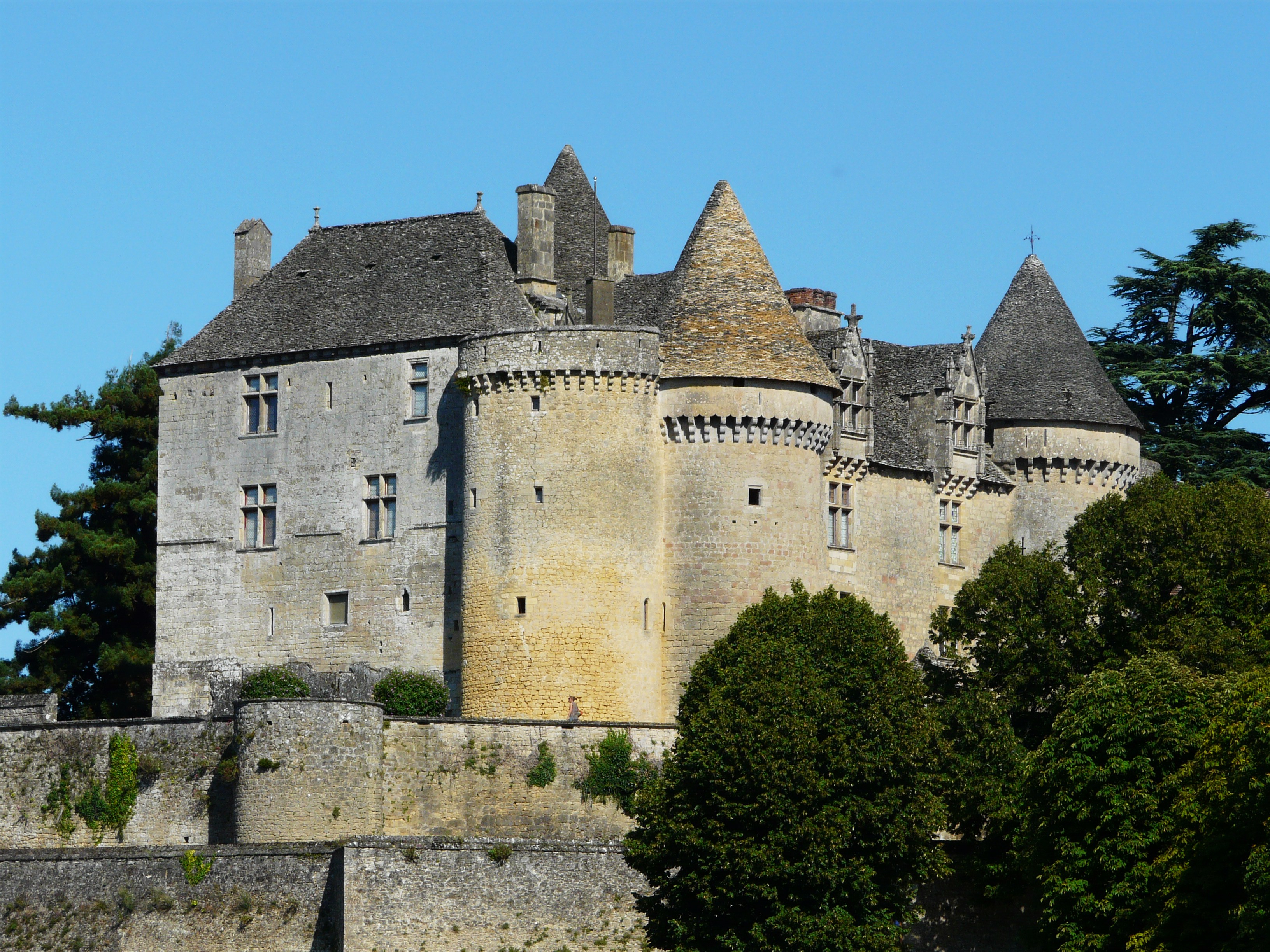
Château de Fénelon.

Slottet Fénelon är ett franskt slott som är beläget i staden Sainte-Mondane i Dordogne i regionen Nouvelle-Aquitaine. Det uppfördes på 1100-talet och byggdes om på 1300-, 1500- och 1600-talet.
Den framtida ärkebiskopen av Cambrai, François Fénelon, föddes på slottet år 1651.